# Léopold Einstein
 (mai 2021).
Si vous disposez d'ouvrages ou d'articles de référence ou si vous connaissez des sites web de qualité traitant du thème abordé ici, merci de compléter l'article en donnant les références utiles à sa vérifiabilité et en les liant à la section « Notes et références ».
Pour les articles homonymes, voir Einstein (homonymie).
Léopold Einstein, né en 1834 et mort le 8 septembre 1890 à Nuremberg, est un espérantiste et journaliste allemand.

## Biographie
Léopold Einstein est l’un des pionniers de l'espéranto. L’initiateur de la langue, Zamenhof, a écrit de lui que son nom devrait être inscrit en lettres d'or dans l'histoire de l'espéranto. Partisan depuis longtemps d'une langue universelle, il publia en 1885 un traité en allemand, Histoire des tentatives de langue mondiale depuis Leibniz jusqu'à nos jours et sous son impulsion fut fondée le 18 février 1885 la « Weltsprache-Verein Nürnberg » (association de Nuremberg pour une langue mondiale) qui se rallia au Volapük, mais il était lui-même un militant ardent de l'idée de langue mondiale plutôt que de cette langue dont il voyait les défauts et dont il n'hésita pas à dire: « Si quelque chose d'un peu mieux que le Volapük apparaissait, je serais le premier à le faire savoir au monde ». Il n'en écrivit pas moins environ deux cents articles en sa faveur.
Pendant l'été 1888 il reçut le premier et le deuxième manuel d'espéranto, langue qu'il maîtrisa au bout de très peu de temps. Son enthousiasme fut tel que huit semaines plus tard paraissait à Nuremberg sa brochure intitulée « La lingvo internacia » en tant que la solution la meilleure du problème de la langue mondiale internationale. Il sut convaincre les membres de son association, si bien qu'à l'assemblée générale de décembre 1888 la majorité des membres se prononça pour l'espéranto, « langue nouvelle et meilleure » pour reprendre l'expression d'Einstein. C'est ainsi que le premier club d'espéranto du monde naissait à Nuremberg. Le premier président en fut Christian Schmidt. Il édite à ses frais la revue La Esperantisto dont le premier numéro parait en septembre 1889.
Pendant le peu de temps qui lui restait à vivre, Léopold Einstein, grâce à ses brochures en allemand, jeta les bases du mouvement espérantiste en Allemagne au moment même où, pour des raisons politiques, la langue allait presque disparaître en Russie.

## Œuvres
- Léopold Einstein, traduit de l'allemand par Auguste Demonget, L'INTERNACIA DU DR ESPERANTO - Examen critique du Volapük, éd. Auguste CHIO, 1889, WikiSource : Volapük et Esperanto